# 511
Năm 511 là một năm trong lịch Julius.